# كريس باركر (لاعب كرة قدم)
كريس باركر (بالإنجليزية: Chris Barker)‏ (2 مارس 1980 في المملكة المتحدة - 1 يناير 2020) هو لاعب كرة قدم بريطاني في مركز الدفاع. لعب مع ستوك سيتي وكارديف سيتي وكولتشستر يونايتد وكوينز بارك رينجرز ونادي بارنسلي ونادي بليموث أرجايل ونادي ساوثيند يونايتد ونادي ألدرشوت تاون.

## وصلات خارجية
- كريس باركر على موقع قاعدة بيانات كرة القدم.إي يو (الإنجليزية)
- كريس باركر على موقع Soccerbase.com (لاعب) (الإنجليزية)
- كريس باركر على موقع Soccerway.com (الإنجليزية)